# Challenge LNH
Le Challenge LNH (en anglais NHL Challenge) permet à des équipes de la LNH de voyager hors de l'Amérique du Nord pour s'entraîner et participer à des parties hors-saison. Bien que les parties soient jouées dans les grandes surfaces glacées de l'Europe, elles sont officiées par des arbitres de la LNH en accord avec les règles de la ligue.

## Liste des matchs
2000
- 13 septembre, Canucks de Vancouver vs MODO Hockey 5-2 (Globen de Stockholm)
- 15 septembre, Canucks de Vancouver vs Djurgårdens IF Hockey 2-1 (Globen de Stockholm)

2001
- 17 septembre, Avalanche du Colorado vs Brynäs IF 5-2 (Globen de Stockholm)

2003
- 16 septembre, Maple Leafs de Toronto vs Jokerit 5-3 (Hartwall Arena)
- 18 septembre, Maple Leafs de Toronto vs Djurgårdens IF Hockey 9-2 (Globen de Stockholm)
- 19 septembre, Maple Leafs de Toronto vs Färjestads BK 3-0 (Globen de Stockholm)